# Sverige pussas och kramas
Sverige pussas och kramas var ett svenskt humorprogram som visades i 10 avsnitt under 2008 i Kanal 5, med premiär den 2 april. Programmet var en fristående uppföljare till Sverige dansar och ler, nu med temat relationer. Programledare var Henrik Schyffert och André Wickström. Bland övriga medverkande märktes Sissela Benn, Magnus Betnér, Johannes Brost, Johan Glans, Björn Gustafsson, Tore Kullgren, Nour El Refai, Calle Schulman och Jonas Wahlström.